# Zdeborsky György
Zdeborsky György (Veszprém, 1944. december 26. –) magyar közgazdász, bankár, elnök-vezérigazgató. Címzetes egyetemi docens.

## Életpályája
1963-ban érettségizett a budapesti Fazekas Mihály Gimnáziumban. 1967-ben diplomázott a Marx Károly Közgazdaságtudományi Egyetem hallgatójaként.
1967–1979 között a Magyar Nemzeti Bank főelőadója, 1979–1985 között osztályvezetője, majd főosztályvezető-helyettese, 1985–1989 között főosztályvezetője volt.
1989–2002 között a CIB Közép-európai Nemzetközi Bank Rt. vezérigazgatója, 1992–1998 között elnök-vezérigazgatója volt
1999–2002 között a Magyar Bankszövetség elnökségi tagja volt.
2002–2010 közöt a Magyar Fejlesztési Bank Rt. elnöke volt.

## Családja
Szülei Zdeborsky György (1914–1993) agrármérnök és Gróff Alice voltak. 1968-ban házasságot kötött Koncz Klárával. Két lányuk született: Györgyi (1969–) és Orsolya (1974–).

## Díjai
- A Munka Érdemrend arany fokozata (1984)
- A Magyar Érdemrend tisztikeresztje (2005)